# Diplocentria mediocris
Diplocentria mediocris är en spindelart som först beskrevs av Simon 1884.  Diplocentria mediocris ingår i släktet Diplocentria och familjen täckvävarspindlar. Inga underarter finns listade i Catalogue of Life.